# Sucre (departement)
Sucre je departement v severní části Kolumbie. Sousedí s departementy Córdobana západě, na východě Bolívar. Na severu je vymezen pobřežím Karibského moře. Departement sestává z 26 obcí, správním centrem je město Sincelejo. Název departementu odkazuje na Antonia Josého de Sucre - jedné z hlavních postav hispanoamerických válek za nezávislost. 